# Virginia-klass (ubåt)

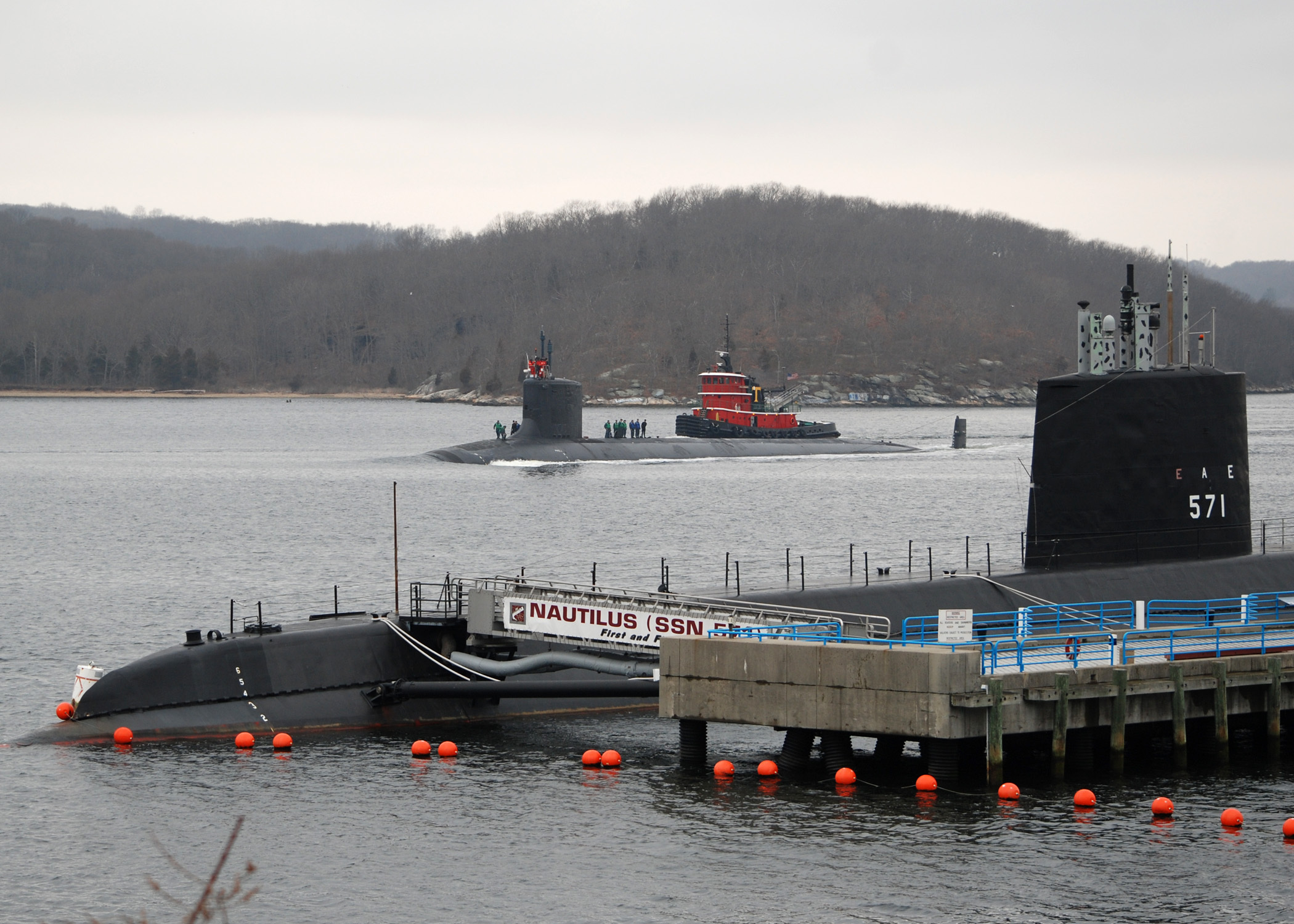
lämnar Naval Submarine Base New London och passerar museifartyget.

Virigina-klass (eller SSN-774-klass), är en amerikansk atomubåtsklass som tillverkas för USA:s flotta av Electric Boat Company och Newport News Shipbuilding. Ubåtarna i denna klass är attackubåtar avsedda utföra uppdrag både på öppet hav och kustnära. Ubåtarna i klassen är mindre än den föregående Seawolf-klassen.

## Fartyg i klassen
| Namn                  | Skeppsnummer | Kölsträckt        | Sjösatt           | I tjänst         | Status             |
| Block I               | Block I      | Block I           | Block I           | Block I          | Block I            |
| --------------------- | ------------ | ----------------- | ----------------- | ---------------- | ------------------ |
| USS Virginia          | SSN-774      | 2 september 1999  | 16 augusti 2003   | 23 oktober 2004  | I tjänst           |
| USS Texas             | SSN-775      | 12 juli 2002      | 9 april 2005      | 9 september 2006 | I tjänst           |
| USS Hawaii            | SSN-776      | 27 augusti 2004   | 17 juni 2006      | 5 maj 2007       | I tjänst           |
| USS North Carolina    | SSN-777      | 22 maj 2004       | 5 maj 2007        | 3 maj 2008       | I tjänst           |
| Block II              |              |                   |                   |                  |                    |
| USS New Hampshire     | SSN-778      | 30 april 2007     | 21 februari 2008  | 25 oktober 2008  | I tjänst           |
| USS New Mexico        | SSN-779      | 12 april 2008     | 18 januari 2009   | 27 mars 2010     | I tjänst           |
| USS Missouri          | SSN-780      | 27 september 2008 | 20 november 2009  | 31 juli 2010     | I tjänst           |
| USS California        | SSN-781      | 1 maj 2009        | 14 november 2010  | 29 oktober 2011  | I tjänst           |
| USS Mississippi       | SSN-782      | 9 juni 2010       | 10 december 2011  | 2 juni 2012      | I tjänst           |
| USS Minnesota         | SSN-783      | 20 maj 2011       | februari 2008     | 7 september 2013 | I tjänst           |
| Block III             |              |                   |                   |                  |                    |
| USS North Dakota      | SSN-784      | 11 maj 2012       | 15 september 2013 | 25 oktober 2014  | I tjänst           |
| USS John Warner       | SSN-785      | 16 mars 2013      | 10 september 2014 | 1 augusti 2015   | I tjänst           |
| USS Illinois          | SSN-786      | 2 juni 2014       | 8 augusti 2015    | 29 oktober 2016  | I tjänst           |
| USS Washington        | SSN-787      | 22 november 2014  | 25 mars 2016      | 7 oktober 2017   | I tjänst           |
| USS Colorado          | SSN-788      | 7 mars 2015       | 29 december 2016  |                  | I tjänst           |
| USS Indiana           | SSN-789      | 16 maj 2015       | 9 juni 2017       |                  | I tjänst           |
| USS South Dakota      | SSN-790      | 4 april 2016      | 14 oktober 2017   |                  | I tjänst           |
| USS Delaware          | SSN-791      | 30 april 2016     |                   |                  | I tjänst           |
| Namn                  | Skeppsnummer | Kölsträckt        | Sjösatt           | I tjänst         | Status             |
| Block IV              |              |                   |                   |                  |                    |
| USS Vermont           | SSN-792      |                   |                   |                  | I tjänst           |
| USS Oregon            | SSN-793      | 8 juli 2017       |                   |                  | I tjänst           |
| USS Montana           | SSN-794      |                   |                   |                  | I tjänst           |
| USS Hyman G. Rickover | SSN-795      |                   | 26 augusti 2021   |                  | Sjösatt            |
| USS New Jersey        | SSN-796      |                   | 14 april 2022     |                  | Sjösatt            |
| USS Iowa              | SSN-797      |                   |                   |                  | Under konstruktion |
| USS Massachusetts     | SSN-798      |                   |                   |                  | Under konstruktion |
| USS Idaho             | SSN-799      |                   |                   |                  | Under konstruktion |
| USS Arkansas          | SSN-800      |                   |                   |                  | Under konstruktion |
| USS Utah              | SSN-801      |                   |                   |                  | Under konstruktion |
| Block V               |              |                   |                   |                  |                    |
| USS Oklahoma          | SSN-802      |                   |                   |                  | Under konstruktion |
| USS Arizona           | SSN-803      |                   |                   |                  | Under konstruktion |
| USS Barb              | SSN-804      |                   |                   |                  | Under konstruktion |
| USS Tang              | SSN-805      |                   |                   |                  | Under konstruktion |
| USS Wahoo             | SSN-806      |                   |                   |                  |                    |
| USS Silversides       | SSN-807      |                   |                   |                  |                    |
|                       | SSN-808      |                   |                   |                  |                    |
|                       | SSN-809      |                   |                   |                  |                    |
|                       | SSN-810      |                   |                   |                  |                    |
|                       | SSN-811      |                   |                   |                  |                    |